# روبيرتو إرانييتا
روبيرتو إرانييتا (بالإسبانية: Roberto Irañeta)‏ (21 مارس 1915 - تاريخ الوفاة غير معلوم) لاعب كرة قدم أرجنتيني راحل كان يجيد اللعب في خط الهجوم.
لعب طوال مسيرته الرياضية في نادي جيمنازيا إسغريما دي ميندوزا.
شارك مع منتخب الأرجنتين في بطولة كأس العالم 1934 في إيطاليا حيث خرج من الدور الثمن النهائي.

## وصلات خارجية
- روبيرتو إرانييتا على موقع الاتحاد الدولي (مؤرشف)  (الإنجليزية)
- روبيرتو إرانييتا على موقع قاعدة بيانات كرة القدم.إي يو (الإنجليزية)
- روبيرتو إرانييتا على موقع ناشيونال فوتبول تيمز (الإنجليزية)
- روبيرتو إرانييتا على موقع Soccerway.com (الإنجليزية)
- روبيرتو إرانييتا على موقع عالم كرة القدم.نت (الإنجليزية)

- هذا سيرة ذاتية